# Rombjätteknäppare
Rombjätteknäppare (Stenagostus rhombeus) är en skalbaggsart som först beskrevs av Olivier 1790.  Rombjätteknäppare ingår i släktet Stenagostus, och familjen knäppare. Enligt den svenska rödlistan är arten sårbar i Sverige. Arten förekommer i Götaland och Öland. Artens livsmiljö är skogslandskap, jordbrukslandskap.

## Bildgalleri

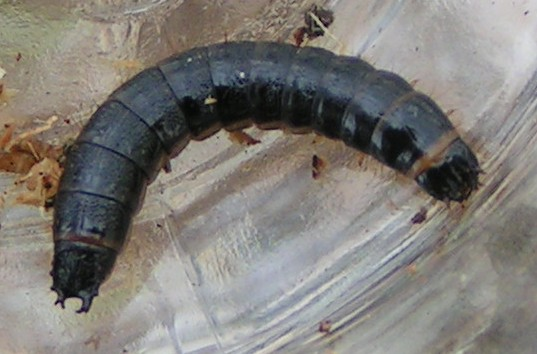